# Grewia lilacina
Grewia lilacina är en malvaväxtart som beskrevs av Karl Moritz Schumann. Grewia lilacina ingår i släktet Grewia och familjen malvaväxter. Inga underarter finns listade i Catalogue of Life.